# Khououyt
Khououyt  (vers 1960 av. J.-C.) est une musicienne de l'Égypte antique représentée dans une peinture décorative de la tombe d'Antefoqer, un vizir de la XIIe dynastie. Elle et le chanteur Didumin, sont dépeints côte à côte, jouant de la harpe pour divertir Antefoqer. Elle est identifiée sur le mur nord de la tombe en tant que « chanteuse, Khououyt, fille de Maket ». Ils chantent pour Hathor, la déesse dorée, et pour le vizir lui-même, lui souhaitant la vie et la santé.

## Art contemporain
Khououyt figure parmi les 1 038 femmes référencées dans l'œuvre d’art contemporain The Dinner Party (1979) de Judy Chicago ; son nom y est associé à Hatchepsout.

### Sources
- (en) Cet article est partiellement ou en totalité issu de l’article de Wikipédia en anglais intitulé « Khuwyt » (voir la liste des auteurs).